# Chalepides barbatus
Chalepides barbatus är en skalbaggsart som beskrevs av Fabricius 1781. Chalepides barbatus ingår i släktet Chalepides och familjen Dynastidae. Utöver nominatformen finns också underarten C. b. argentinus.